# Hardball (2001)
Hardball (alternativ Hard Ball) ist ein US-amerikanisches Filmdrama nach einer wahren Begebenheit mit Keanu Reeves aus dem Jahr 2001.

## Handlung
Conor O’Neill, ein Spieler, hat Schulden. Als ihn seine Gläubiger bedrohen und er seinen Freund Jimmy Fleming um das Geld bittet, willigt dieser ein, stellt aber eine Bedingung: O’Neill muss eine Baseball-Jugendmannschaft der Little League als Trainer übernehmen und so die Schulden abarbeiten. Hin- und hergerissen zwischen seinem Respekt für die Leistungen der Jungen trotz schwieriger sozialer Umstände – die Handlung spielt in Cabrini-Green, einem Sozialwohnviertel von Chicagos North-Side – und seiner wieder aufkeimenden Spielsucht, setzt O’Neill in einem illegalen Wettbüro seine erste Bezahlung ein. Daneben erfährt er mehr über seine Spieler und ihr von Gangs bestimmtes Leben. 
Er versucht sich in der Schule für die Jungs einzusetzen und verliebt sich in die Lehrerin Elizabeth Wilkes, die die meisten seiner Spieler unterrichtet. Vor ihr versucht er seine Spielsucht zu verbergen, gleichzeitig aber seinen getätigten Wetteinsatz auf ein Basketballspiel zu platzieren. Er gewinnt eine hohe Summe und kann den Gewaltdrohungen seiner Gläubiger entgehen. Danach lädt er die Jungs zu einem Major-League-Spiel ein, diese schöpfen daraus Motivation für ihr eigenes Spiel. Außerdem kauft er eine Mannschaftsausrüstung für sein Team, die Jungen können zum nächsten Ligaspiel erstmals in eigenen Trikots antreten. 
Der jüngste der Spieler kommt in diesem Spiel zu seinem ersten Einsatz und erspielt den Siegpunkt. Auf dem Weg nach Hause wird dieser bei einer Schießerei verfeindeter Gangs vor seinem Wohnblock erschossen. Die Mannschaft überzeugt O’Neill, der nach der Grabrede für den Jungen die Betreuung des Teams aufgeben wollte, als Trainer weiterzumachen. Die Jungen gewinnen den Ligapokal und O’Neil bekommt ein Angebot für eine feste Stelle an der Schule.

## Produktion
Die Produktion des Films kostete etwa 21 Millionen US-Dollar. Er wurde in Chicago und in Detroit gedreht. Der Baseballstar Sammy Sosa hat in einer Szene des Films einen Cameo-Auftritt.

## Kritiken
Mark Caro kritisierte das Drehbuch in der Chicago Tribune als „schamlos manipulativ“. Jay Carr schrieb in The Boston Globe, der Film sei nicht originell.
Morton Gudmonsdottir kritisierte auf filmstarts.de das „beschränkte“ Spiel von Keanu Reeves.
Die Deutsche Film- und Medienbewertung FBW in Wiesbaden verlieh dem Film das Prädikat wertvoll.

## Auszeichnungen
Keanu Reeves wurde 2002 für die Goldene Himbeere nominiert.